# Antonio Puerta
Antonio José Puerta Pérez (Sevilla, 26 de Novembro de 1984 — Sevilla, 28 de Agosto de 2007) foi um futebolista espanhol que atuava frequentemente como lateral-esquerdo, ou mesmo como zagueiro ou volante.

## Carreira
Puerta, como era conhecido, começou nas categorias de base do Sevilla FC, clube que nunca abandonou. Em 2004, participou pela primeira vez num jogo da Primeira Divisão espanhola de futebol e na temporada seguinte, 2005/06, ingressou como titular no clube andaluz.
Nesse ano, destacou-se por ter marcado o gol da vitória contra o Schalke 04, que levaria o Sevilla FC à sua primeira final da Taça UEFA de 2005-06, competição que viria a vencer, por 4 gols, o clube inglês do Middlesbrough. No ano seguinte, Puerta marca o pênalti que dá ao Sevilla a vitória da Taça da UEFA de 2006-07, contra o RCD Espanyol.
A sua entrada para a Selecção Espanhola de Futebol dá-se em 2006, durante um estágio na selecção de sub-21, quando Luis Aragonés o convoca, à última hora, para substituir um jogador lesionado, para participar no jogo contra a Selecção da Suécia.
A sua prestação no Sevilla FC despertou a atenção de clubes como o Arsenal FC, o Manchester United, o Real Madrid, entre outros.

## Morte
A 25 de Agosto, Antonio Puerta desmaiou no gramado devido a uma parada cardíaca, durante um jogo contra o Getafe, o primeiro do Campeonato Espanhol de Futebol de 2007, no Estádio Ramón Sánchez Pizjuán. Levantou-se e, amparado por colegas, dirigiu-se ao vestiário, onde sofreu outras paradas. A caminho do Hospital Virgen del Rocío, em Sevilha, sofreu outras cinco. Nessa noite, fontes do hospital confirmavam que, desde o seu ingresso, sofreu um total de nove paradas cardiácas, que lhe causaram danos irreversíveis no cérebro e, posteriormente, falhas em alguns órgãos.
Faleceu três dias depois, às 14:05, devido a uma encefalopatia postanóxica (falta de nutrientes e oxigénio ao cérebro) causada por uma displasia arritmogénica do ventrículo direito (desenvolvimento anormal de tecidos, concretamente é a substituição progressiva das células por tecido fibrogorduroso), uma doença cardíaca congénita difícil de detectar e diagnosticar.
Relatos posteriores à sua morte revelaram que Puerta já tinha sofrido duas comoções graves enquanto jogava, a primeira vez num jogo amistoso contra o Badajóz e outra durante os treinos. A última fez com que fizesse um exame detalhado, no qual não foi detectado nada anómalo.
Puerta deixou a namorada grávida, de oito meses, do seu primeiro filho.
O velório foi feito no estádio Ramón Sánchez Pizjuán. As cerimónias fúnebres contaram com milhares de pessoas a renderem-lhe homenagem, incluindo vários nomes famosos no panorama desportivo mundial.
A 29 de Agosto, às 14:00 horas, foi cremado no cemitério sevilhano de San Fernando.  
No mesmo dia, a título póstumo, o Governo espanhol atribuiu-lhe a Medalha de Mérito Desportivo.

## Títulos
Todos os títulos vencidos por Antonio Puerta foram defendendo o Sevilla Fútbol Club.
- 2 Copa da UEFA: 2005–06, 2006–07
- 1 Supercopa da UEFA: 2006
- 1 Copa do Rei: 2006-07
- 1 Supercopa da Espanha: 2007